# Broströmmen
Broströmmen är en å i östra Uppland, Norrtälje kommun. Den är cirka 15 kilometer lång, 45 kilometer inklusive källflöden. Avrinningsområdet är cirka 230 km², varav sjöar utgör cirka 13 procent.
Broströmmen avvattnar sjön Erken (11 meter över havet) och rinner först österut förbi Norra Järsjö, Rönnsbol (där Erkens vattenstånd regleras) och Stensta. Broströmmen löper ut ur Brosjön nära Roslags-Bro kyrka och strömmar därifrån rakt söderut till Gillfjärden. De sista kilometerna före utloppet i Norrtäljeviken viker Broströmmen av åt sydost.